# La Saga de Grimr
La Saga de Grimr est une bande dessinée du Français Jérémie Moreau publiée en 2017 par Delcourt. 
Cette bande dessinée de 220 planches se déroulant dans l'Islande du XVIIIe siècle met en scène Grimr, un jeune homme physiquement très fort qui, accusé sans fondement d'être un troll meurtrier, est pourchassé par ses congénères.
Moreau, qui rend hommage aux sagas islandaises, a été loué pour le caractère romanesque de son récit et pour la « beauté magnétique » de ses dessins réalisés en mode aquarelle d'une palette graphique.

## Récompense
- 2018 : Fauve d'or : prix du meilleur album au festival d'Angoulême